# Силяновы
Силяновы — деревня в Слободском районе Кировской области в составе Шиховского сельского поселения.

## География
Находится на расстоянии примерно 6 км на восток-северо-восток от Нового моста через Вятку в городе Киров. 

## История
Известна с 1873 года как деревня Гридинская (Болобаны, Селяны), в которой учтено было дворов 12 и жителей 89, в 1905 19 и 161, в 1926 13 и 76, в 1950 24 и 97. В 1989 году оставалось 5 жителей. Настоящее название утвердилось с 1926 года.

## Население
Постоянное население  составляло 3 человека (русские 100%) в 2002 году, 4 в 2010.